# Dörte Techel
Dörte Techel (* 14. Februar 1964 in Güstrow, früher Dörte Stüdemann) ist eine ehemalige deutsche Volleyballspielerin.
Dörte Techel, mit 1,70 Metern Körpergröße seinerzeit die kleinste Bundesligaspielerin Anfang der 1990er Jahre beim Schweriner SC, spielte auf der Position einer Zuspielerin. Mit dem Zweitligisten 1. VC Vechta gelang ihr 1995 der Aufstieg in die 1. Bundesliga.
Als Dörte Stüdemann war sie Mitglied der DDR-Nationalmannschaft und wurde mit dieser bei der Volleyball-Europameisterschaft der Frauen 1987 Europameister. Ein Jahr zuvor hatte sie bereits als beste Spielerin an der Weltmeisterschaft in der Tschechoslowakei teilgenommen und mit der DDR den vierten Rang belegt. 1988 nahm sie an den Olympischen Spielen in Seoul teil und belegte dort Platz fünf. Insgesamt absolvierte Techel 229 Länderspiele für die DDR.
Heute ist sie am Olympiastützpunkt Mecklenburg-Vorpommern Abteilungsleiterin in Schwerin und Koordinatorin für Boxen, Radsport und Volleyball.